# Kuripan Lor
Kuripan Lor is een bestuurslaag in het regentschap Pekalongan van de provincie Midden-Java, Indonesië. Kuripan Lor telt 5449 inwoners (volkstelling 2010).